# Ley de Koomey

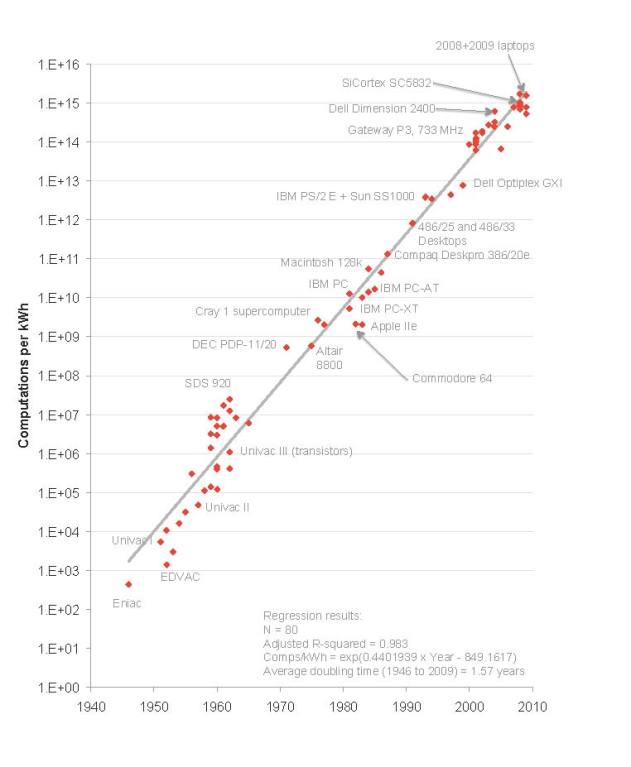
Computaciones por kWh, de 1946 a 2009

La ley de Koomey describe una tendencia de largo plazo en la historia de equipamiento computacional. El número de computaciones por joule de energía disipada se ha venido doblando aproximadamente cada 1,57 años.  Esta tendencia ha sido extraordinariamente estable desde los 1950s (R2 de más del 98%) y de hecho ha sido un poco más rápida que la ley de Moore.  Jonathan Koomey articuló la tendencia como sigue: «Para una carga computacional fija, la cantidad de batería que necesitas caerá por un factor de dos cada año y medio».

## Implicaciones
Las implicaciones de la ley de Koomey es que la cantidad de la batería requerida para una carga computacional fija caerá por un factor de 100 cada década. Como los dispositivos devienen más pequeños y más móviles, esta tendencia puede ser aún más importante que las mejoras en poder de procesamiento crudo para muchas aplicaciones. Aún más, los costos de energía están deviniendo en un factor creciente en la economía de centros de datos, aumentando aún más la importancia de la ley de Koomey.

## Historia
Koomey era el autor principal del artículo en Anales de IEEE de la Historia de la Computación que primero documentó la tendencia. Más o menos al mismo tiempo, Koomey publicó una pequeña pieza sobre esto  en Espectro de IEEE.
Fue discutida aún más en MIT Technology Review, y en una publicación en el blog “Economía de la Información” y en El Economista on-line.
La tendencia era anteriormente conocida para procesadores de señal digital, y era conocida ahí como "ley de Gene". El nombre provenía de Gen Frantz, un ingeniero eléctrico en Texas Instruments. Frantz había documentado que la disipación de potencia en DSPs había sido reducido a la mitad cada 18 meses, sobre un periodo de 25 años.

## El fin de la ley de Koomey
Por la segunda ley de la termodinámica y el principio de Landauer, la informática irreversible no puede seguir haciéndose más eficiente energéticamente para siempre. Al 2011, los ordenadores tienen una eficacia computacional de aproximadamente 0,00001%. Suponiendo que la eficacia energética computacional continuará doblándose cada 1,57 años, el límite Landauer será alcanzado en 2048. Así, después del 2048, la ley ya no podrá mantenerse.
El principio Landauer no es aplicable a la informática reversible, aun así la eficacia computacional todavía está acotada por el teorema de Margolus–Levitin y el principio de Landauer, el cual limita la validez de la ley de Koomey por los próximos ~125 años.

## Lectura adicional
- Koomey J., Naffziger S. (31 de marzo de 2015), "Moore’s Law Might Be Slowing Down, But Not Energy Efficiency", IEEE Spectrum. (en inglés)

- Datos: Q11981823